# 愛知県立愛知工業高等学校
 愛知県立愛知工業高等学校（あいちけんりつあいちこうぎょうこうとうがっこう, Aichi Prefectural Aichi Technical High School）は、愛知県名古屋市北区福徳町にあった公立の工業高等学校。略称は「愛工」（あいこう）。
全日制課程は2016年（平成28年）度に愛知県立東山工業高等学校と統合して、「愛知県立愛知総合工科高等学校」として東山工業高校の敷地に開校した。一方、定時制課程は昼間部普通科を新たに設置した「愛知県立城北つばさ高等学校」として改組され、2017年（平成29年）度に当校の敷地に開校した。それに伴い当校は2018年（平成30年）3月31日に閉校した。

## 概要

### 歴史
1901年（明治36年）に開校した「愛知県立工業学校」を前身とする。1948年（昭和23年）の学制改革により、新制高等学校として現校名の「愛知県立愛知工業高等学校」となった。2011年（平成23年）に創立110周年を迎えた。

### 設置課程・学科
全日制課程
6学科 - 修業年限3年、（　）の文字は各科の記号
- 電子機械科（M = Machine）
- 電気科（E = Electricity）
- 情報技術科（S = System information）
- 建設科（AC = Architecture and Civil Engineering）
- 化学工業科（D = Dyeing）
- デザイン科（DS = Design）

定時制課程（夜間）
2学科 - 修業年限4年（ただし通信制高校との併修などにより、3年での卒業も可能）
- 電子機械科
- 建築科

### 校訓
- 「創意工夫」
- 「勤労尊重」
- 「責任遂行」

### 教育目標
教育基本法の精神にのっとり、国家および社会の有為な形成者として必要な人格の完成を目指し、技術革新に対応できる基礎学力・技術・技能を修得し、個性の伸長、知・徳・体の調和の取れた人間形成を図り、自ら学ぶ態度や習慣を身につけた、たくましく実践的な工業人の育成に努める。

### 校章
- 初代（工業学校時代） - 校名の「愛工」の文字（縦書き）を図案化したもの。
- 2代目（工業学校時代）- 1903年（明治36年）に改定。丸形に伸ばした「工」の文字が、篆書の肉筆体にした「愛」の文字を囲んでいる。
- 3代目（現在）- 1948年（昭和23年）に改定。2代目の校章をほぼ継承し、愛の文字の書体を丸ゴシックにしている。

### 校歌
作詞は中條雅二、作曲は中野二郎による。歌詞は3番まであり、各番に校名の「愛工」が登場する。

### 同窓会
「愛工会」（あいこうかい）と称している。

## 沿革

### 旧制諸学校
旧制・愛知工業学校
- 1901年（明治34年）
  - 9月 - 文部省により愛知県立工業学校の設立が認可される。
  - 10月 - 名古屋市南武平町で「愛知県立工業学校」が開校[広報 1]。
- 1905年（明治38年）3月 - 愛知郡御器所村に新校舎が完成し、移転を完了。
- 1922年（大正11年）4月1日 - 「愛知県立愛知工業学校」と改称。
- 1936年（昭和11年）10月 - 愛工マーチを制定。
- 1939年（昭和14年）4月1日 - 愛知県夜間工業学校（甲種）が併置される。
- 1941年（昭和16年）5月 - 名古屋市北区福徳町（現在地）に新校舎建設を開始。
- 1944年（昭和19年）4月1日 - 併置の愛知県夜間工業学校が愛知県工業学校第二本科となる。
- 1945年（昭和20年）
  - 3月 - 名古屋大空襲（3月空襲）で校舎を消失。
  - 5月 - 名古屋大空襲（5月空襲）で、建設中の福徳町校舎実習棟2棟を残して焼失。
- 1948年（昭和23年）
  - 3月31日 - 学制改革（六・三・三制の実施）により、愛知工業学校が廃校。

旧制・愛知県中川工業学校
- 1939年（昭和14年）
  - 2月 - 「愛知県機械工業学校」（乙種）の設立が認可される。
  - 4月1日 - 名古屋市中川区篠原町で開校。
- 1941年（昭和16年）3月 - 5年制の甲種工業学校になる。
- 1942年（昭和17年）4月1日 - 「愛知県中川工業学校」と改称。
- 1945年（昭和20年）3月 - 名古屋大空襲（3月空襲）で校舎を消失。
- 1946年（昭和21年）9月 - 名古屋市千種区へ移転。
- 1948年（昭和23年）
  - 3月31日 - 学制改革（六・三・三制の実施）により、中川工業学校が廃校。

旧制・愛知県工業実務学校
- 1935年（昭和10年）10月 - 「愛知県工業実務学校」が開校。機械電気科と織染科の2学科を設置。
- 1945年（昭和20年）3月 - 廃止される。

### 新制諸学校
新制高等学校・全日制
- 1948年（昭和23年）
  - 4月1日 - 学制改革（六・三・三制の実施）により、実業学校が廃止され、愛知工業学校を母体に「愛知県立愛知工業高等学校」、中川工業学校を母体に「愛知県立千種工業高等学校」の2つの新制高等学校が発足。
  - 5月 - 愛知工業高校が、名古屋市北区福徳町（現在地）に校舎を再建し、移転を完了。
  - 9月30日 - 愛知県立千種工業高等学校が廃校。
  - 10月1日 - 愛知と千種の工業高等学校2校が統合され、「愛知県立愛知工業高等学校」として名古屋市北区福徳町で開校。
  - 建築科・土木科・工業化学科・図案科・電気科・機械科・紡織科の7学科を設置。
- 1953年（昭和28年）2月 - 校歌を制定。
- 1964年（昭和39年）4月1日 - 図案科を「デザイン科」と改称。
- 1973年（昭和48年）4月1日 - 愛知県立名古屋聾学校機械科との連携教育を開始。
- 1988年（昭和63年）4月1日 - 紡織科を「繊維工業科」と改称。
- 1988年（昭和63年）4月1日 - 情報技術科新設（電気・情報技術科として一括募集）。
- 1989年（平成元年）4月1日 - 繊維工業科の募集を停止。
- 1992年（平成4年）4月1日 - 工業化学科を「化学工業科」と改称。
- 1993年（平成5年）4月1日 - 機械科を「電子機械科」と改称。
- 2000年（平成12年）10月 - 愛工創立100周年記念行事を挙行。
- 2005年（平成17年）4月1日 - 建築科と土木科の募集を停止し、建設科を新設。
- 2010年（平成22年）10月 - 愛工創立110周年記念行事挙行。
- 2011年（平成23年）4月1日 - 愛知県立東山工業高校の閉校により、学校事務（卒業証明書・成績証明書等の発行など）を継承。
- 2016年（平成28年）4月1日 - 旧・東山工業高等学校校地に新校舎が完成し、「愛知県立愛知総合工科高等学校」が開校。これに伴い、全日制課程は2015年度一杯で募集停止。
- 2018年（平成30年）3月31日 - 閉校[1]。

新制高校・定時制
- 1948年（昭和23年）
  - 4月1日 - 学制改革により、愛知工業学校第二本科を母体に「愛知県立愛知工業高等学校」定時制課程が発足。
- 1972年（昭和47年）4月1日 - 定時制課程が分離し、愛知県立第二愛知工業高等学校として独立。
- 1998年（平成10年）4月1日 - 愛知県立第二愛知工業高等学校を統合し、定時制課程とする（再統合）。
- 2014年（平成26年）4月1日 - 電子機械科及び建築科をものつくり科に改編する。
- 2016年（平成28年）3月 - 愛知工業高校定時制として最後の入学者募集を実施。
- 2016年（平成28年）8月29日 - 次年度より定時制昼間部普通科を新設し、定時制課程を「愛知県立城北つばさ高等学校」の校名に改めて開校することを県教委が発表。
- 2017年（平成29年）4月 - 定時制昼間部普通科を新設し、「愛知県立城北つばさ高等学校」として開校。
- 2018年（平成30年）3月31日 - 閉校[1]。

## 部活動

### 全日制課程
運動部
- 弓道部
- 剣道部
- 柔道部
- テニス部
- ソフトテニス部
- 野球部
- 山岳部
- 水泳部
- 卓球部
- ハンドボール部
- ラグビー部
- バスケットボール部
- バレーボール部
- サッカー部
- 陸上競技部
- バドミントン部

文化部
- 演劇部
- ブラスバンド部
- 写真部
- 映画研究部
- 放送部
- エレクトロニックリサーチ部
- 美術部
- 囲碁・将棋部

同好会
- 茶華道同好会
- 書道同好会
- 総合学術同好会

研究部
- 電子機械研究部
- 電気研究部
- 情報技術研究部
- 建築研究部
- 土木研究部
- 化学工業研究部
- デザイン研究部

### 定時制課程
運動部
- ソフトテニス部
- バスケットボール部
- 柔道部
- バレーボール部
- 軟式野球部
- 陸上部
- 剣道部
- バドミントン部
- サッカー部
- 卓球部

文化部
- 国家試験研究部
- 建築研究部
- パソコン部
- 軽音楽部

## 著名な卒業生
- 本多静雄（実業家、陶芸研究家）
- 中野二郎（音楽家）
- 杉本健吉（画家、イラストレーター、グラフィックデザイナー）
- 加藤泰（映画監督、脚本家）
- 伊藤保徳（政治家、瀬戸市長[2]、元河村電器産業副社長[2]）
- 大野真澄（音楽家）[3]
- 矢野隼人（サッカー選手）※ 高校2年時に帝京高校へ転校
- 藤田隼人（お笑い芸人、新作のハーモニカ）

## アクセス

### 最寄りの鉄道駅
- 名古屋市営地下鉄（名古屋市交通局）
  - 鶴舞線「庄内通駅」。
  - 名城線「黒川駅」。

### 最寄りのバス停
- 名古屋市営バス（名古屋市交通局）「愛工前」(現「福徳町」)バス停。

## 周辺
- 名古屋市立川中小学校
- 名古屋市立光城小学校
- 萩野幼稚園
- 名古屋福徳郵便局
- 北警察署光音寺交番
- 光音寺

### 広報資料・プレスリリースなど一次資料
1. ↑  “本校の歩み”.  愛知県立愛知工業高等学校. 2016年11月5日閲覧。